# Promi Big Brother/Staffel 3
Die dritte Staffel der deutschen Reality-Show Promi Big Brother wurde vom 14. bis zum 28. August 2015 auf dem Privatsender Sat.1 ausgestrahlt.
David Odonkor wurde vom Publikum im Finale mit 61,0 % zum Gewinner der Staffel gekürt. Menowin Fröhlich wurde Zweiter und Nino de Angelo erreichte den dritten Platz.

## Überblick
Nachdem die zweite Staffel erfolgreicher als die erste Staffel war, wurden nur sehr wenige Veränderungen für die dritte Staffel durchgeführt. So wurde der Untertitel „Das Experiment“ wieder entfernt und eine Duell-Arena hinzugefügt. Des Weiteren konnten die Zuschauer erstmals einen Teilnehmer selbst entscheiden.
Darüber hinaus wurden ebenfalls Veränderungen am Anbieter des Livestreams und bei den zusätzlichen Sendungen durchgeführt.

## Teilnehmer
Erstmals durften die Zuschauer einen Bewohner bestimmen, der in das Haus einziehen soll. Gina-Lisa Lohfink und Julia Jasmin „JJ“ Rühle traten ab dem 11. August 2015 beim Sat.1-Frühstücksfernsehen gegeneinander an. Per Televoting und auch online durften die Zuschauer abstimmen. Erst kurz vor dem Einzug am Freitag wurde das Ergebnis verkündet.
Wie in der zweiten Staffel zogen schon fünf Teilnehmer zwei Tage vor der Einzugsshow in das Haus ein. Die restlichen sieben Teilnehmer zogen in der Einzugsshow am 14. August 2015 ein.
Wilfried Gliem verließ am 24. August 2015 die Show aus persönlichen Gründen freiwillig.
| 01                 | David Odonkor           | Fußball-Nationalspieler                                                                        | 12. August | 28. August | 17 (7▲; 10▼) |
| 02                 | Menowin Fröhlich        | Teilnehmer bei Deutschland sucht den Superstar, Popsänger                                      | 12. August | 28. August | 17 (7▲; 10▼) |
| 03                 | Nino de Angelo          | Schlagersänger                                                                                 | 14. August | 28. August | 15 (8▲; 7▼)  |
| 04                 | Sarah Nowak             | Playmate, Teilnehmerin bei Der Bachelor                                                        | 12. August | 28. August | 17 (4▲; 13▼) |
| 05                 | Julia Jasmin „JJ“ Rühle | Darstellerin bei Berlin – Tag & Nacht, Sängerin                                                | 14. August | 28. August | 15 (6▲; 9▼)  |
| 06                 | Désirée Nick            | Entertainerin, Schauspielerin, Autorin, Gewinnerin bei Ich bin ein Star – Holt mich hier raus! | 14. August | 27. August | 14 (3▲; 11▼) |
| 07                 | Nina Kristin Fiutak     | Schauspielerin, Sängerin, Teilnehmerin bei Reality Queens auf Safari                           | 14. August | 26. August | 13 (5▲; 8▼)  |
| 08                 | Anja Schüte             | Schauspielerin                                                                                 | 14. August | 24. August | 11 (8▲; 3▼)  |
| 09                 | Wilfried Gliem          | Schlagersänger, Mitglied der Wildecker Herzbuben                                               | 14. August | 24. August | 11 (9▲; 2▼)  |
| 10                 | Judith Hildebrandt      | Schauspielerin, Sängerin, Moderatorin                                                          | 12. August | 23. August | 12 (5▲; 7▼)  |
| 11                 | Michael Ammer           | Eventmanager                                                                                   | 14. August | 22. August | 09 (4▲; 5▼)  |
| 12                 | Daniel Köllerer         | Tennisspieler                                                                                  | 12. August | 21. August | 10 (2▲; 8▼)  |
| Anmerkungen: 1. 2. |                         |                                                                                                |            |            |              |

## Bewohnerverteilung
Die Teilnehmer wurden vor der Ausstrahlung durch die Produzenten der Show in den jeweiligen Bereichen verteilt. Ab der ersten Sendung konnten die Teilnehmer und die Zuschauer jeweils durch Votings die Verteilung der Bewohner verändern. Am 27. August 2015, somit ein Tag vor dem Finale, wurde eine Zusammenführung der Teilnehmer durchgeführt.
| 12. und 13. August 2015 | Menowin, Sarah, Daniel, David und Judith zogen am 12. August 2015 in den Bereich „Unten“ ein                       | Menowin, Sarah, Daniel, David und Judith zogen am 12. August 2015 in den Bereich „Unten“ ein                       | |
| 12. und 13. August 2015 | — | Menowin Sarah Daniel Judith David                                                                                  | |
| 14. August 2015         | Désirée, JJ, Wilfried, Nino, Anja, Nina Kristin und Michael zogen während der Einzugshow in den Bereich „Oben“ ein | Désirée, JJ, Wilfried, Nino, Anja, Nina Kristin und Michael zogen während der Einzugshow in den Bereich „Oben“ ein | |
| 14. August 2015         | Désirée wechselte während der 1. Sendung von „Oben“ nach „Unten“                                                   | Désirée wechselte während der 1. Sendung von „Oben“ nach „Unten“                                                   | Zuschauerabstimmung |
| 14. August 2015         | JJ Wilfried Nino Anja Nina Kristin Michael                                                                         | Menowin Sarah Daniel Judith David Désirée ▼                                                                        | |
| 15. August 2015         | Menowin wechselte während der 2. Sendung von „Unten“ nach „Oben“                                                   | Menowin wechselte während der 2. Sendung von „Unten“ nach „Oben“                                                   | Bewohner Oben |
| 15. August 2015         | Nino wechselte während der 2. Sendung von „Oben“ nach „Unten“                                                      | Nino wechselte während der 2. Sendung von „Oben“ nach „Unten“                                                      | Zuschauervoting |
| 15. August 2015         | JJ Wilfried Menowin ▲ Anja Nina Kristin Michael                                                                    | Nino ▼ Sarah Daniel Judith David Désirée                                                                           | |
| 16. August 2015         | Sarah wechselte während der 3. Sendung von „Unten“ nach „Oben“                                                     | Sarah wechselte während der 3. Sendung von „Unten“ nach „Oben“                                                     | Bewohner Oben |
| 16. August 2015         | Nina Kristin wechselte während der 3. Sendung von „Oben“ nach „Unten“                                              | Nina Kristin wechselte während der 3. Sendung von „Oben“ nach „Unten“                                              | Zuschauervoting |
| 16. August 2015         | JJ Wilfried Menowin Anja Sarah ▲ Michael                                                                           | Nino Nina Kristin ▼ Daniel Judith David Désirée                                                                    | |
| 17. August 2015         | Daniel wechselte während der 4. Sendung von „Unten“ nach „Oben“                                                    | Daniel wechselte während der 4. Sendung von „Unten“ nach „Oben“                                                    | Anja durfte alleine entscheiden |
| 17. August 2015         | Anja wechselte während der 4. Sendung von „Oben“ nach „Unten“                                                      | Anja wechselte während der 4. Sendung von „Oben“ nach „Unten“                                                      | Zuschauervoting |
| 17. August 2015         | JJ Wilfried Menowin Daniel ▲ Sarah Michael                                                                         | Nino Nina Kristin Anja ▼ Judith David Désirée                                                                      | |
| 18. August 2015         | Bewohner Unten und Bewohner Oben tauschten ihre Bereiche                                                           | Bewohner Unten und Bewohner Oben tauschten ihre Bereiche                                                           | Duell Arena |
| 18. August 2015         | Wilfried wechselte während der 5. Sendung von „Unten“ nach „Oben“                                                  | Wilfried wechselte während der 5. Sendung von „Unten“ nach „Oben“                                                  | Bewohner Oben |
| 18. August 2015         | Nina Kristin wechselte während der 5. Sendung von „Oben“ nach „Unten“                                              | Nina Kristin wechselte während der 5. Sendung von „Oben“ nach „Unten“                                              | Nina Kristin wird zum zweiten Mal von den Zuschauern nach unten gewählt. |
| 18. August 2015         | Nino ▲ Wilfried ▼▲ Anja ▲ Judith ▲ David ▲ Désirée ▲                                                               | JJ ▼ Nina Kristin ▲▼ Menowin ▼ Daniel ▼ Sarah ▼ Michael ▼                                                          | |
| 19. August 2015         | Daniel wechselte während der 6. Sendung von „Unten“ nach „Oben“                                                    | Daniel wechselte während der 6. Sendung von „Unten“ nach „Oben“                                                    | Bewohner Oben |
| 19. August 2015         | Désirée wechselte während der 6. Sendung von „Oben“ nach „Unten“                                                   | Désirée wechselte während der 6. Sendung von „Oben“ nach „Unten“                                                   | Désirée wird zum zweiten Mal von den Zuschauern nach unten gewählt. |
| 19. August 2015         | Nino Wilfried Anja Judith David Daniel ▲                                                                           | JJ Nina Kristin Menowin Désirée ▼ Sarah Michael                                                                    | |
| 20. August 2015         | Nina Kristin wechselte während der 7. Sendung von „Unten“ nach „Oben“                                              | Nina Kristin wechselte während der 7. Sendung von „Unten“ nach „Oben“                                              | Bewohner Oben bestimmten JJ, diese gab ihr Ticket an Nina Kristin weiter, da Big Brother ihr das Weitergeben erlaubte, Menowin als Verlierer des Spiels durfte von JJ nicht ausgewählt werden                          |
| 20. August 2015         | Daniel wechselte während der 7. Sendung von „Oben“ nach „Unten“                                                    | Daniel wechselte während der 7. Sendung von „Oben“ nach „Unten“                                                    | Zuschauervoting |
| 20. August 2015         | Nino Wilfried Anja Judith David Nina Kristin ▲                                                                     | JJ Daniel ▼ Menowin Désirée Sarah Michael                                                                          | |
| 21. August 2015         | Menowin wechselte während der 8. Sendung von „Unten“ nach „Oben“                                                   | Menowin wechselte während der 8. Sendung von „Unten“ nach „Oben“                                                   | |
| 21. August 2015         | Nina Kristin wechselte während der 8. Sendung von „Oben“ nach „Unten“                                              | Nina Kristin wechselte während der 8. Sendung von „Oben“ nach „Unten“                                              | Nina Kristin wird zum dritten Mal von den Zuschauern nach unten gewählt. |
| 21. August 2015         | Nino Wilfried Anja Judith David Menowin ▲                                                                          | Daniel JJ Désirée Sarah Michael Nina Kristin ▼                                                                     | Daniel bekam weniger Anrufe als Nina Kristin und musste somit das Haus verlassen. |
| 22. August 2015         | Nino Wilfried Anja Judith David Menowin                                                                            | JJ Désirée Sarah Michael Nina Kristin                                                                              | Michael bekam die wenigsten Anrufe und musste somit das Haus verlassen. |
| 23. August 2015         | Bewohner Unten und Bewohner Oben tauschten ihre Bereiche                                                           | Bewohner Unten und Bewohner Oben tauschten ihre Bereiche                                                           | Duell Arena |
| 23. August 2015         | JJ ▲ Désirée ▲ Sarah ▲ Nina Kristin ▲                                                                              | Nino ▼ Wilfried ▼ Anja ▼ Judith ▼ David ▼ Menowin ▼                                                                | Judith bekam weniger Anrufe als Wilfried und Nino und musste somit das Haus verlassen. |
| 24. August 2015         | JJ Désirée Sarah Nina Kristin                                                                                      | Nino Wilfried Anja David Menowin                                                                                   | Wilfried entschied sich während der Livesendung das Haus freiwillig zu verlassen Anja bekam weniger Anrufe als Nina Kristin und musste somit das Haus verlassen.                                                       |
| 25. August 2015         | Bewohner Unten und Bewohner Oben tauschten ihre Bereiche                                                           | Bewohner Unten und Bewohner Oben tauschten ihre Bereiche                                                           | Duell Arena |
| 25. August 2015         | Nino ▲ David ▲ Menowin ▲                                                                                           | JJ ▼ Désirée ▼ Sarah ▼ Nina Kristin ▼                                                                              | |
| 26. August 2015         | Nino David Menowin                                                                                                 | JJ Désirée Sarah Nina Kristin                                                                                      | Nina Kristin bekam weniger Anrufe als Nino und musste somit das Haus verlassen. |
| 27. August 2015         | Bewohner Oben wechselten während der Late Night Show von „Oben“ nach „Unten“                                       | Bewohner Oben wechselten während der Late Night Show von „Oben“ nach „Unten“                                       | Zusammenführung |
| 27. August 2015         | | JJ Désirée Sarah Nino▼ David▼ Menowin▼                                                                             | Désirée bekam weniger Anrufe als Nino und musste somit das Haus verlassen. |
| 28. August 2015         | | David Menowin Nino Sarah JJ                                                                                        | JJ musste das Haus während des Finales als Erste verlassen. Ihr folgten später Sarah und Nino. Menowin bekam weniger Anrufe als David und musste somit das Haus auch verlassen. David gewann somit die dritte Staffel. |
| Anmerkungen: 1.         | | | |

## Duelle
Big Brother bestimmte jeweils einen Bewohner von „Oben“, der zum Duell in der „Duell-Arena“ antreten musste. Dieser Kandidat von „Oben“ musste von den Bewohnern von „Unten“ einen auswählen, der gegen ihn spielen soll. In der Duell-Arena absolvierten die beiden ein Spiel und der Verlierer musste mit Konsequenzen für seinen Wohnbereich rechnen. Bei einem Unentschieden gewannen immer die Bewohner „Oben“.
In der Sendung vom 18. August 2015 wurden die Regeln geändert: Jeweils ein Bewohner von oben und unten spielte für sein ganzes Team. Das Gewinnerteam zog nach oben und das Verliererteam nach unten. Des Weiteren wurden die Lebensbedingungen (wie weniger Schlafmöglichkeiten) im unteren Bereich weiter verschlechtert. Zudem bestimmte in dieser Folge das komplette jeweilige Team gemeinsam, wer für den jeweiligen Bereich, „Oben“ oder „Unten“, zum Duell antreten musste. Bei einem Unentschieden gab es eine Schätzfrage.
| Duelle          | Duelle                       | Duelle                          | Duelle                              | Duelle                       | Duelle |
| Datum           | Kandidat „Oben“              | Kandidat „Unten“                | Spiel                               | Gewinner                     | Konsequenz |
| --------------- | ---------------------------- | ------------------------------- | ----------------------------------- | ---------------------------- | --- |
| 14. August 2015 | Michael                      | Menowin                         | „Zugeschnappt“                      | Michael                      | Bewohner „Unten“ müssen sich in den nächsten 24 Stunden nur von Brot und Leitungswasser ernähren |
| 15. August 2015 | Nina Kristin                 | Judith                          | „Zeigt her eure Muckis!“ (Expander) | Judith                       | Bewohner „Oben“ müssen sich in den nächsten 24 Stunden nur von Brei, Champagner und Leitungswasser ernähren |
| 16. August 2015 | JJ                           | Sarah                           | „Leckball“                          | Sarah                        | Bewohner „Oben“ müssen sich in den nächsten 24 Stunden nur von Brei, Champagner und Leitungswasser ernähren |
| 17. August 2015 | Wilfried                     | David                           | „Kopfrechnen“                       | David                        | Bewohner „Oben“ müssen sich in den nächsten 24 Stunden nur von Brei, Champagner und Leitungswasser ernähren |
| 18. August 2015 | Daniel                       | David                           | „Tischtennisballtauchen“            | David                        | Die Bewohner von „Oben“ tauschen mit den Bewohnern von „Unten“ die Bereiche. Die Bewohner „Unten“ dürfen sich auf weiteres nur von Brot und Leitungswasser ernähren. „Oben“ gibt es für die Bewohner allerdings wieder Gourmet-Essen. |
| 19. August 2015 | Nino                         | Menowin                         | „Poker Face“                        | Menowin                      | Die Bewohner von „Oben“ müssen früher ins Bett gehen, während die Bewohner von „Unten“ ab Mitternacht eine Party feiern dürfen. |
| 20. August 2015 | Daniel                       | Menowin                         | „Speed Scrabble“                    | Daniel (unentschieden)       | Menowin darf von den oberen Bewohnern heute nicht nach oben gewählt werden, da er das Duell verloren hat. Auch die von „Oben“ ausgewählte JJ darf ihr Ticket nach oben nicht an Menowin weitergeben.                                  |
| 21. August 2015 | Judith                       | JJ                              | „Ölcatchen“                         | Judith                       | Belohnung: Die Bewohner „Oben“ erhalten persönliche Nachrichten von Zuhause. |
| 22. August 2015 | Judith                       | Désirée                         | „Big Brother Memory“                | Judith (unentschieden)       | Belohnung: Judith darf heute für den Rauswurf von Big Brother Haus nicht nominiert werden. |
| 23. August 2015 | Anja                         | Nina Kristin                    | „Farbspektakel“                     | Nina Kristin                 | Belohnung: Die Bewohner von „Unten“ tauschen mit den Bewohnern von „Oben“ die Bereiche. |
| 24. August 2015 | Désirée (Stellvertreter: JJ) | David (Stellvertreter: Menowin) | „Unter Strom“                       | Désirée (Stellvertreter: JJ) | Belohnung: Desirée darf als Gewinner im oberen Bereich verbleiben, da ihre Stellvertreterin JJ das Duell gewann. |
| 25. August 2015 | Sarah                        | Nino                            | „Schüttel dein Speck“               | Nino                         | Belohnung: Die Bewohner von „Unten“ tauschen mit den Bewohnern von „Oben“ die Bereiche. |
| 26. August 2015 | Nino                         | Nina Kristin                    | „Füsseln“                           | Nino                         | Belohnung: Nino erhält eine extra Minute um den Zuschauern zu erklären, warum er im Haus bleiben möchte. |
| 26. August 2015 | David                        | Désirée                         | „Rohrfrei“                          | David                        | Keine Konsequenzen: Bewohner Oben behält seinen Luxusbereich. |
| 27. August 2015 |                              | Sarah Menowin                   | „Naseputzen“                        | Menowin                      | Eigentliche Belohnung: Menowin und ein Mitbewohner von Unten sollten in den Luxusbereich wechseln. Menowin als Sieger dieses Duells lehnt dieses Angebot ab.                                                                          |
| Anmerkungen: 1. |                              |                                 |                                     |                              | |

## Nominierungen
Ab dem 21. August 2015 nominierten in der Regel die Teilnehmer einen anderen Teilnehmer für das Zuschauervoting. Die Zuschauer bestimmen am Ende der Sendung, wer von der Nominierungsliste das Haus verlassen muss.
| Nominierungen        | Nominierungen           | Nominierungen                 | Nominierungen                 | Nominierungen                         | Nominierungen                         | Nominierungen                         | Nominierungen                         | Nominierungen                         | Nominierungen                         |                               |
|                      | Runde 1 21. August 2015 | Runde 2 22. August 2015       | Runde 3 23. August 2015       | Runde 4 24. August 2015               | Runde 5 25. August 2015               | Runde 6 26. August 2015               | Halbfinale 27. August 2015            | Finale 28. August 2015                | Finale 28. August 2015                |                               |
| -------------------- | ----------------------- | ----------------------------- | ----------------------------- | ------------------------------------- | ------------------------------------- | ------------------------------------- | ------------------------------------- | ------------------------------------- | ------------------------------------- | ----------------------------- |
| David                | Nina Kristin Sarah      | Keine Nominierung             | Nino                          | Nina Kristin                          | Nino JJ                               | Nino JJ                               | Nino                                  | Gewinner                              | Gewinner                              |                               |
| Menowin              | Judith Nino             | Keine Nominierung             | Judith                        | Nina Kristin                          | Nina Kristin JJ                       | Nina Kristin JJ                       | Désirée                               | Zweitplatzierter                      | Zweitplatzierter                      |                               |
| Nino                 | Daniel Anja             | Keine Nominierung             | Wilfried                      | Anja                                  | Désirée Nina Kristin                  | Désirée Nina Kristin                  | Désirée                               | Drittplatzierter                      | Drittplatzierter                      |                               |
| Sarah                | Désirée Nina Kristin    | Keine Nominierung             | Wilfried                      | Anja                                  | Nina Kristin Désirée                  | Nina Kristin Désirée                  | Désirée                               | Viertplatzierte                       | Viertplatzierte                       |                               |
| JJ                   | Nina Kristin Judith     | Keine Nominierung             | Judith                        | Nina Kristin                          | Nino David                            | Nino David                            | Nino                                  | Fünftplatzierte                       | Fünftplatzierte                       |                               |
| Désirée              | Nina Kristin Nino       | Keine Nominierung             | Nino                          | Sarah                                 | Nino Sarah                            | Nino Sarah                            | Nino                                  | rausgewählt (27. August 2015)         | rausgewählt (27. August 2015)         |                               |
| Nina Kristin         | Daniel Wilfried         | Keine Nominierung             | Wilfried                      | Désirée                               | Nino Désirée                          | Nino Désirée                          | rausgewählt (26. August 2015)         | rausgewählt (26. August 2015)         | rausgewählt (26. August 2015)         | rausgewählt (26. August 2015) |
| Anja                 | Daniel Sarah            | Keine Nominierung             | Wilfried                      | Nina Kristin                          | rausgewählt (24. August 2015)         | rausgewählt (24. August 2015)         | rausgewählt (24. August 2015)         | rausgewählt (24. August 2015)         | rausgewählt (24. August 2015)         |                               |
| Wilfried             | Nina Kristin Daniel     | Keine Nominierung             | Anja                          | freiwilliger Auszug (24. August 2015) | freiwilliger Auszug (24. August 2015) | freiwilliger Auszug (24. August 2015) | freiwilliger Auszug (24. August 2015) | freiwilliger Auszug (24. August 2015) | freiwilliger Auszug (24. August 2015) |                               |
| Judith               | Daniel Sarah            | Keine Nominierung             | Menowin                       | rausgewählt (23. August 2015)         | rausgewählt (23. August 2015)         | rausgewählt (23. August 2015)         | rausgewählt (23. August 2015)         | rausgewählt (23. August 2015)         | rausgewählt (23. August 2015)         |                               |
| Michael              | Daniel Nina Kristin     | Keine Nominierung             | rausgewählt (22. August 2015) | rausgewählt (22. August 2015)         | rausgewählt (22. August 2015)         | rausgewählt (22. August 2015)         | rausgewählt (22. August 2015)         | rausgewählt (22. August 2015)         | rausgewählt (22. August 2015)         |                               |
| Daniel               | Nina Kristin Wilfried   | rausgewählt (21. August 2015) | rausgewählt (21. August 2015) | rausgewählt (21. August 2015)         | rausgewählt (21. August 2015)         | rausgewählt (21. August 2015)         | rausgewählt (21. August 2015)         | rausgewählt (21. August 2015)         | rausgewählt (21. August 2015)         |                               |
|                      | Runde 1 21. August 2015 | Runde 2 22. August 2015       | Runde 3 23. August 2015       | Runde 4 24. August 2015               | Runde 5 25. August 2015               | Runde 6 26. August 2015               | Halbfinale 27. August 2015            | Finale 28. August 2015                | Finale 28. August 2015                |                               |
| Freiwilliger Auszug  |                         |                               |                               | Wilfried                              |                                       |                                       |                                       |                                       |                                       |                               |
| Nominierungs- schutz |                         | Judith                        | Bewohner „Unten“              | Alle Männer                           |                                       |                                       |                                       |                                       |                                       |                               |
| Nominiert            | Daniel Nina Kristin     | Alle Bewohner                 | Wilfried Nino Judith          | Nina Kristin Anja                     | Nina Kristin Nino                     | Nina Kristin Nino                     | Nino Désirée                          |                                       |                                       |                               |
| Rauswahl             | Daniel rausgewählt      | Michael rausgewählt           | Judith rausgewählt            | Anja rausgewählt                      | Nina Kristin rausgewählt              | Nina Kristin rausgewählt              | Désirée rausgewählt                   | JJ                                    | Sarah                                 |                               |
| Rauswahl             | Daniel rausgewählt      | Michael rausgewählt           | Judith rausgewählt            | Anja rausgewählt                      | Nina Kristin rausgewählt              | Nina Kristin rausgewählt              | Désirée rausgewählt                   | Nino                                  | Menowin 39,0 % (von 2)                |                               |
| Rauswahl             | Daniel rausgewählt      | Michael rausgewählt           | Judith rausgewählt            | Anja rausgewählt                      | Nina Kristin rausgewählt              | Nina Kristin rausgewählt              | Désirée rausgewählt                   | David 61,0 % (von 2)                  |                                       |                               |
| Anmerkungen: 1. 2.   |                         |                               |                               |                                       |                                       |                                       |                                       |                                       |                                       |                               |

## Ausstrahlung und Produktion

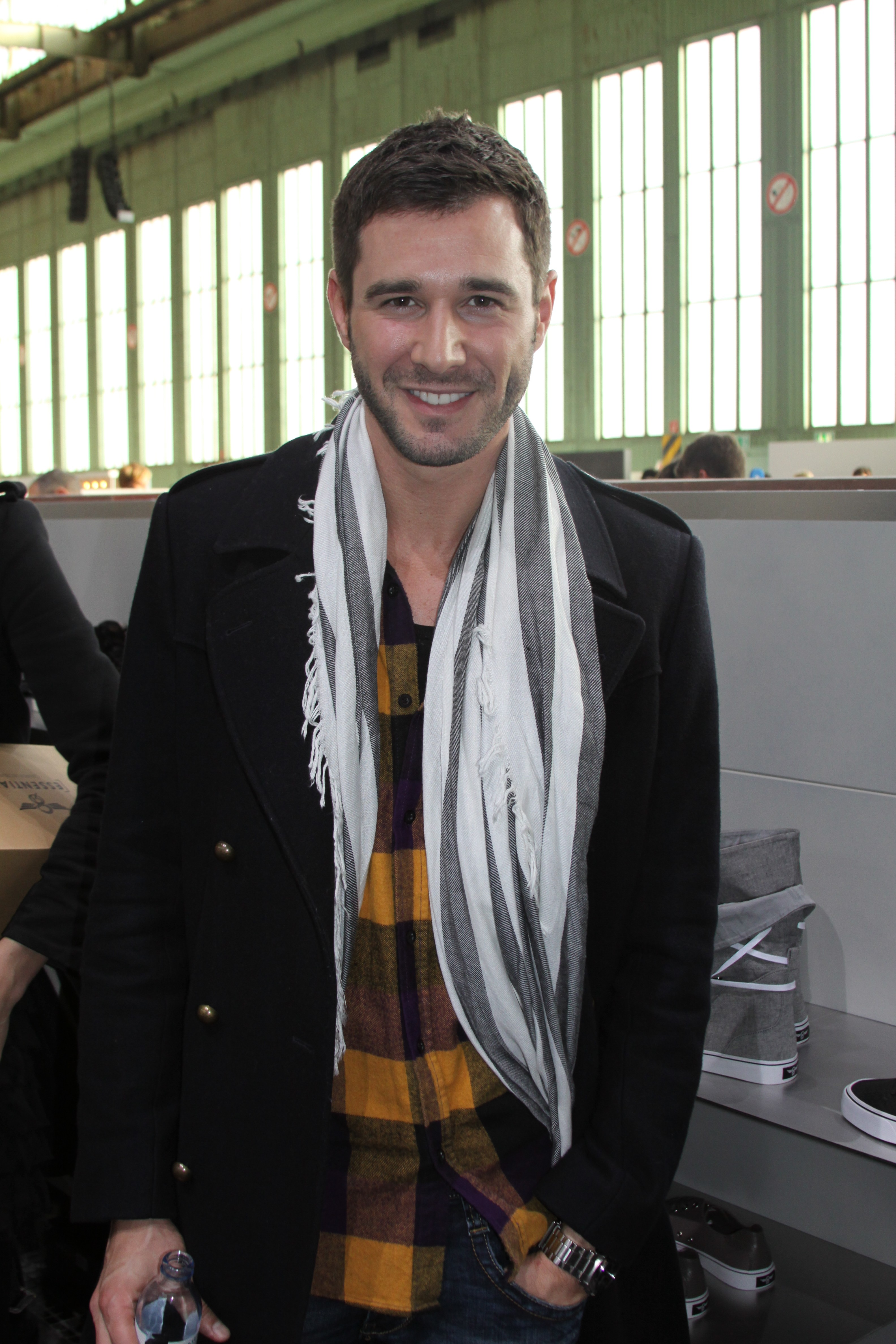
Der Moderator der dritten Staffel: Jochen Schropp

Das Ausstrahlungsschema der Show wurde nicht verändert. Die drei großen Liveshows wurde jeweils freitags ab dem 14. August 2015 ausgestrahlt. An den restlichen Tagen wurde jeweils eine Tageszusammenfassung um ca. 22:15 Uhr ausgestrahlt, wobei die meisten Folgen um 23:50 Uhr endeten.
| Montag                           | Dienstag                         | Mittwoch                         | Donnerstag                       | Freitag              | Samstag                          | Sonntag                          |
| -------------------------------- | -------------------------------- | -------------------------------- | -------------------------------- | -------------------- | -------------------------------- | -------------------------------- |
| Tageszusammenfassung (22:15 Uhr) | Tageszusammenfassung (22:15 Uhr) | Tageszusammenfassung (22:15 Uhr) | Tageszusammenfassung (22:15 Uhr) | Liveshow (20:15 Uhr) | Tageszusammenfassung (22:15 Uhr) | Tageszusammenfassung (22:15 Uhr) |

Die Moderation übernahm erneut Jochen Schropp. Cindy aus Marzahn übernahm wieder die Funktion als „Mother of Big Brother“. Auch die dritte Staffel wurde im Coloneum der MMC Studios Köln produziert. Come Together von Echosmith wurde als Titelsong der Staffel und als Übergang zu den Werbepausen genutzt.
Als Sprecher der Trailer und zusammenfassenden Kommentare war erneut Pat Murphy zu hören. Auch die menschliche Stimme von „Big Brother“, Phil Daub, blieb unverändert.
Nachdem Sky Deutschland in der zweiten Staffel keinen Livestream gezeigt hatte und durch Maxdome ersetzt wurde, bot der Pay-TV-Anbieter wieder einen Sky-Kanal für Livebilder aus dem Haus an. Wie auch in der Staffel zuvor war es ein 24-Stunden-Livestream.

## Zusätzliche Sendungen

### Aaron live – Die Webshow
2015 gab es neben der dritten Staffel von Promi Big Brother wieder eine Webshow. Sie wurde jeweils 15 Minuten vor der regulären Promi-Big-Brother-Folge und um 13:00 Uhr auf promibigbrother.de unter den Namen „Aaron live“ bzw. „Aaron exklusiv“ (13:00-Uhr-Webshow) ausgestrahlt. Die Webshow wurde von Aaron Troschke, Gewinner der zweiten Staffel von Promi Big Brother, moderiert.

### Promi Big Brother – Die Late Night Show
Nachdem Erfolg der ersten Staffel wurde die Live-Late-Night-Show, die von Jochen Bendel und Melissa Khalaj moderiert wird, um eine zweite Staffel verlängert. Sie wurde im Anschluss an die Hauptsendung auf dem privaten Fernsehsender sixx ausgestrahlt.

### Promi Big Brother – Jetzt wird abgerechnet
Promi Big Brother – Jetzt wird abgerechnet war eine Spezialfolge, in der die Bewohner der Staffel von Promi Big Brother ihre lustigsten gemeinsamen Momente, ihre größten Auseinandersetzungen und ihre härtesten Herausforderungen kommentieren. Außerdem bezogen sie erstmals nach dem Finale Stellung. Die einstündige Folge wurde am 30. August 2015 um 17:55 Uhr ausgestrahlt.

## Einschaltquoten
Gegenüber der zweiten Staffel verschlechterten sich die Einschaltquoten. In dieser Staffel wurden nie über 3 Mio. Zuschauer gemessen. Dennoch stiegen die Einschaltquoten im Laufe der Staffel an.
Die höchste Zuschauerzahl in dieser Staffel (2,89 Mio.) wurde im Finale am 28. August 2015 gemessen; die niedrigste (2,03 Mio.) am 17. August 2015. Zum Vergleich: Die höchste Zuschauerzahl der zweiten Staffel war um 0,27 Mio. höher (3,16 Mio. Zuschauer); die niedrigste um sogar fast 0,60 Mio. höher (2,62 Mio. Zuschauer).
| Quotentabelle         | Quotentabelle   | Quotentabelle | Quotentabelle | Quotentabelle   | Quotentabelle   | Quotentabelle | Quotentabelle   | Quotentabelle   | Quotentabelle |
| Sendung               | Datum           | Art           | Zuschauer     | Zuschauer       | Zuschauer       | Marktanteil   | Marktanteil     | Marktanteil     | Quelle        |
| Sendung               | Datum           | Art           | Gesamt        | 14 bis 49 Jahre | 14 bis 59 Jahre | Gesamt        | 14 bis 49 Jahre | 14 bis 59 Jahre | Quelle        |
| --------------------- | --------------- | ------------- | ------------- | --------------- | --------------- | ------------- | --------------- | --------------- | ------------- |
| 1                     | 14. August 2015 | Liveshow      | 2,22 Mio.     | 1,20 Mio.       | 1,71 Mio.       | 9,6 %         | 14,7 %          | 13,6 %          | [ 12 ] [ 13 ] |
| 2                     | 15. August 2015 | TZF           | 2,07 Mio.     | 1,11 Mio.       | 1,61 Mio.       | 11,3 %        | 16,2 %          | 15,0 %          | [ 14 ] [ 15 ] |
| 3                     | 16. August 2015 | TZF           | 2,18 Mio.     | 1,19 Mio.       | 1,67 Mio.       | 11,6 %        | 16,1 %          | 14,6 %          | [ 16 ] [ 17 ] |
| 4                     | 17. August 2015 | TZF           | 2,03 Mio.     | 1,02 Mio.       | 1,54 Mio.       | 11,0 %        | 14,2 %          | 14,0 %          | [ 18 ] [ 19 ] |
| 5                     | 18. August 2015 | TZF           | 2,20 Mio.     | 1,19 Mio.       | 1,66 Mio.       | 12,2 %        | 17,0 %          | 15,6 %          | [ 20 ] [ 21 ] |
| 6                     | 19. August 2015 | TZF           | 2,42 Mio.     | 1,28 Mio.       | 1,86 Mio.       | 14,4 %        | 19,4 %          | 18,5 %          | [ 22 ] [ 23 ] |
| 7                     | 20. August 2015 | TZF           | 2,37 Mio.     | 1,26 Mio.       | 1,81 Mio.       | 13,9 %        | 19,2 %          | 17,6 %          | [ 24 ] [ 25 ] |
| 8                     | 21. August 2015 | Liveshow      | 2,57 Mio.     | 1,34 Mio.       | 1,98 Mio.       | 11,4 %        | 17,7 %          | 16,3 %          | [ 26 ] [ 27 ] |
| 9                     | 22. August 2015 | TZF           | 2,10 Mio.     | 1,05 Mio.       | 1,60 Mio.       | 11,1 %        | 15,2 %          | 14,5 %          | [ 28 ] [ 29 ] |
| 10                    | 23. August 2015 | TZF           | 2,29 Mio.     | 1,14 Mio.       | 1,75 Mio.       | 13,5 %        | 17,6 %          | 17,2 %          | [ 30 ] [ 31 ] |
| 11                    | 24. August 2015 | TZF           | 2,52 Mio.     | 1,33 Mio.       | 1,95 Mio.       | 15,0 %        | 19,9 %          | 19,1 %          | [ 32 ] [ 33 ] |
| 12                    | 25. August 2015 | TZF           | 2,47 Mio.     | 1,22 Mio.       | 1,85 Mio.       | 14,4 %        | 18,6 %          | 18,3 %          | [ 34 ] [ 35 ] |
| 13                    | 26. August 2015 | TZF           | 2,59 Mio.     | 1,35 Mio.       | 1,98 Mio.       | 14,9 %        | 20,0 %          | 19,1 %          | [ 36 ] [ 37 ] |
| 14                    | 27. August 2015 | TZF           | 2,74 Mio.     | 1,53 Mio.       | 2,16 Mio.       | 16,8 %        | 23,4 %          | 21,7 %          | [ 38 ] [ 39 ] |
| 15                    | 28. August 2015 | Liveshow      | 2,89 Mio.     | 1,61 Mio.       | 2,24 Mio.       | 12,4 %        | 19,4 %          | 17,3 %          | [ 40 ] [ 41 ] |
| Anmerkungen: 1. 2. 3. |                 |               |               |                 |                 |               |                 |                 |               |